# Gouvernail de la Corse
 (juillet 2017).
Le gouvernail de la Corse est un rocher au sud de la Corse.  Creusé dans la roche en 1880, il permet de surveiller le port de Bonifacio, un passage permet d'accéder à une bouche à feu aménagée pendant l'entre-deux-guerres. 168 marches descendent dans la pierre et mènent vers un rocher qui offre une vue sur les bouches de Bonifacio et la Sardaigne. Il porte ce nom en raison de sa forme, qui rappelle un étambot.